# Elvira Lomba
Elvira Lomba (1977) es una actriz española.
Es licenciada en interpretación por la Universidad de Murcia. Ha estudiado Baile y canto, al igual que ha asistido a cursos como: interpretación musical, interpretación cinematográfica e interpretación en el siglo del oro. Actualmente trabaja en su propia productora audiovisual Lomba Pro en Murcia.

## Teatro
- La cantante calva.
- Angelina o el honor de un brigadier.
- El color del agua.
- Los melindres de Belisa.
- Roberto Zucco.
- Lo invisible.
- Retablo, avaricia, lujuria, muerte.
- Antes del desayuno.
- El encanto sin encanto.
- El día que me quieras.
- El olor de Popcorn.
- Gaia.
- Pinceladas sobre el Quijote.
- El viajero perdido.

## Cine
- Faunia Corto.
- Lo siento Corto.
- El umbral Corto.
- La culpa Corto.
- Solo con Edith Corto.
- Detrás de mí Corto.
- Fin Corto.
- Susurros Corto.
- Bienvenido al infierno Corto.
- Ni un duro Corto.
- Código de rechazo Corto.
- Kinh Conqueror Corto.
- De colores Largometraje.
- El dildo sagrado Largometraje.

## Televisión

### Programas
- Caffe Express.
- Mira, mira.

### Series
- Policías, en el corazón de la calle, Episódico.
- Compañeros, Episódico.
- Aquí no hay quien viva, Episódico.
- Hospital Central, Episódico.
- El comisario, Episódico.
- MIR, Episódico.
- 700 euros, diario secreto de una call girl, Episódico.
- Yo soy Bea, Katia.
- Les moreres, secundaria.
- Valientes, Laura de Gómez-Acuña.